# Инструментална и суштинска вредност
У моралној филозофији, инструментална и суштинска вредност представљају разлику између онога што је средство за постизање циља и онога што је циљ сам по себи. Сматра се да ствари имају инструменталну вредност (или екстринзичну вредност) ако помажу у постизању одређеног циља; суштинске вредности, насупрот томе, сматрају се пожељним саме по себи. Алат или уређај, попут чекића или машине за прање веша, има инструменталну вредност јер помаже да се закуца ексер, односно опере веш. Срећа и задовољство се обично сматрају суштинским вредностима, утолико што питање зашто би их неко желео нема много смисла: пожељни су сами по себи, без обзира на њихову могућу инструменталну вредност. Класичне називе инструментални и суштински сковао је социолог Макс Вебер, који је годинама проучавао значења која су људи придавали својим поступцима и уверењима.
Оксфордски приручник теорије вредности (The Oxford Handbook of Value Theory) даје три модерне дефиниције суштинске и инструменталне вредности:
1. „разлика између онога што је добро ’само по себи’ и онога што је добро ’као средство’”.[1]‍:14
2. „Концепт суштинске вредности различито је тумачен као оно што је вредно само по себи, у себи, за себе, сâмо собом, као циљ, или као такво. Насупрот томе, екстринзична вредност је углавном окарактерисана као оно што је вредно као средство, или ради нечег другог.”[1]‍:29
3. „Међу не-финалним вредностима, инструментална вредност — интуитивно, вредност која се везује за средство ка ономе што је коначно вредно — истиче се као прави пример онога што није вредно само по себи.”[1]‍:34

Када људи истовремено процењују ефикасна средства и легитимне циљеве, и једно и друго се може сматрати добрим. Међутим, када се циљеви процењују одвојено од средстава, то може довести до сукоба: оно што функционише можда није исправно; оно што је исправно можда неће функционисати. Одвајање критеријума загађује расуђивање о добру. Филозоф Џон Дјуи тврдио је да одвајање критеријума за добре циљеве од оних за добра средства нужно загађује препознавање ефикасних и легитимних образаца понашања. Економиста Џ. Фег Фостер објаснио је зашто једино инструментална вредност може да повеже добре циљеве са добрим средствима. Филозоф Жак Елил тврдио је да је инструментална вредност постала потпуно загађена нехуманим технолошким последицама и да мора бити подређена суштинској натприродној вредности. Филозоф Анџан Чакраварти тврдио је да је инструментална вредност легитимна само када производи добре научне теорије компатибилне са суштинском истином стварности која је независна од ума.
Реч вредност је двосмислена, јер је и глагол и именица, а означава и сам критеријум просуђивања и резултат примене тог критеријума.‍:37–44 Да би се смањила двосмисленост, у овом чланку именица вредност означава критеријум просуђивања, за разлику од вредновања које означава објекат који се сматра вредним. Множински облик вредности идентификује скуп вредновања, без навођења примењеног критеријума.

## Имануел Кант
Имануел Кант је познат по изјави:
Делуј тако да човечанство, како у својој личности, тако и у личности сваког другог, увек третираш као циљ, а никада само као средство.
Овде Кант разматра и инструменталну и суштинску вредност, иако их не назива тим именима.

## Макс Вебер
Класичне називе инструментални и суштински сковао је социолог Макс Вебер, који је годинама проучавао значења која су људи придавали својим поступцима и уверењима. Према Веберу, „[д]руштвено деловање, као и свако деловање, може се” процењивати као:‍:24–5
1. Инструментално-рационално (zweckrational): деловање „одређено очекивањима у погледу понашања објеката у окружењу других људских бића; ова очекивања се користе као ’услови’ или ’средства’ за постизање сопствених рационално постављених и прорачунатих циљева актера.”
2. Вредносно-рационално (wertrational): деловање „одређено свесним веровањем у вредност неког етичког, естетског, религиозног или другог облика понашања самог по себи, независно од изгледа на успех.”

Веберове оригиналне дефиниције такође укључују и коментар који показује његову сумњу да условно ефикасна средства могу постићи безусловно легитимне циљеве:‍:399–400
[Ш]то се више вредност ка којој је деловање оријентисано уздиже до статуса апсолутне [суштинске] вредности, то је одговарајуће деловање ’ирационалније’ у овом [инструменталном] смислу. Јер, што се безусловније актер посвећује тој вредности ради ње саме… то мање на њега утичу разматрања о [условним] последицама његовог деловања.

## Џон Дјуи
Џон Дјуи је сматрао да је веровање у суштинску вредност грешка. Иако се примена инструменталне вредности лако може загадити, она је једино средство које људи имају да ефикасно и легитимно координишу групно понашање.
Свака друштвена трансакција има добре или лоше последице у зависности од преовлађујућих услова, који могу, али не морају бити задовољени. Континуирано расуђивање прилагођава институције како би наставиле да функционишу на правом путу док се услови мењају. Променљиви услови захтевају променљиве процене како би се одржала ефикасна и легитимна корелација понашања.
За Дјуија, „обнављање интеграције и сарадње између човекових веровања о свету у којем живи и његових веровања о вредностима [вредновањима] и сврхама које би требало да усмеравају његово понашање представља најдубљи проблем модерног живота”.‍:255 Штавише, „култура која дозвољава науци да уништи традиционалне вредности [вредновања], али која не верује у њену моћ да створи нове, јесте култура која уништава саму себе”.
Дјуи се слагао са Максом Вебером да људи говоре као да примењују инструменталне и суштинске критеријуме. Такође се слагао са Веберовим запажањем да је суштинска вредност проблематична јер игнорише однос између контекста и последица веровања и понашања. Обојица су доводила у питање како нешто што се вреднује суштински „само по себи” може имати оперативно ефикасне последице. Међутим, Дјуи одбацује уобичајено веровање — које је и Вебер делио — да је натприродна суштинска вредност неопходна да би показала људима шта је трајно „исправно”. Он тврди да се и ефикасна и легитимна својства морају открити у свакодневном животу:
Човек који живи у свету опасности… покушавао је да постигне [сигурност] на два начина. Један је почео покушајем да умилостиви [суштинске] силе које га окружују и одређују његову судбину. То се изражавало у молитвама, жртвовању, обредним церемонијама и магијским култовима.… Други пут је измишљање [инструменталних] вештина и помоћу њих искоришћавање сила природе.…‍:3... [В]ише од две хиљаде година, нај…утицајнија и ауторитативно ортодоксна традиција… била је посвећена проблему чисто когнитивне потврде (можда путем откровења, можда путем интуиције, можда путем разума) претходне, непроменљиве стварности истине, лепоте и доброте.… Криза у савременој култури, конфузије и сукоби у њој, произилазе из поделе ауторитета. Научно [инструментално] истраживање изгледа да говори једно, а традиционална веровања [суштинска вредновања] о циљевима и идеалима који имају ауторитет над понашањем говоре нам нешто сасвим друго.… Све док опстаје идеја да је знање откривање [суштинске] стварности… која претходи и независна је од сазнања, и да је сазнање независно од сврхе контроле квалитета доживљених објеката, неуспех природних наука да открију значајне вредности [вредновања] у својим објектима доћи ће као шок.‍:43–4
Не налазећи доказе о „претходној, непроменљивој стварности истине, лепоте и доброте”, Дјуи тврди да се и ефикасна и легитимна добра откривају у континуитету људског искуства:‍:114, 172–3, 197
Дјуијева етика замењује циљ идентификације коначног свршетка или врховног принципа који може служити као критеријум етичке процене, циљем идентификације методе за побољшање наших вредносних судова. Дјуи је тврдио да је етичко истраживање део емпиријског истраживања уопште.… Овај прагматични приступ захтева да услове за оправданост наших вредносних судова лоцирамо у самом људском понашању, а не у било којој априорној фиксној референтној тачки изван понашања, као што су Божје заповести, платонске форме, чисти разум или „природа” схваћена као давање људима фиксног телоса [суштинског циља].
Филозофи означавају „фиксну референтну тачку изван понашања” као „природну врсту” и претпостављају да она има вечно постојање, спознатљиво само по себи, без искуства. Природне врсте су суштинска вредновања за која се претпоставља да су „независна од ума” и „независна од теорије”.
Дјуи признаје постојање „стварности” изван људског искуства, али је негирао да је она структурисана као суштински стварне природне врсте.‍:122, 196 Уместо тога, он види стварност као функционални континуитет начина деловања, а не као интеракцију међу унапред структурисаним суштинским врстама. Људи могу интуитивно спознати статичне врсте и квалитете, али такво приватно искуство не може оправдати закључке или вредновања о стварности независној од ума. Извештаји или мапе перцепција или интуиција никада нису еквивалентни територијама које се мапирају.
Људи свакодневно расуђују о томе шта би требало да раде и како би то требало да ураде. Индуктивно, они откривају низове ефикасних средстава која постижу последице. Када се циљ постигне — проблем реши — расуђивање се окреће новим условима односа између средстава и циљева. Вредновања која игноришу услове који одређују последице не могу координисати понашање како би се решили стварни проблеми; она загађују рационалност.
Вредносни судови имају облик: ако би неко деловао на одређени начин (или вредновао овај објекат), онда би уследиле одређене последице, које би биле вредноване. Разлика између привидног и стварног добра [средства или циља], између нерефлектованог и рефлектовано вреднованог добра, огледа се у његовој вредности [вредновању доброте] не само као непосредно доживљеног у изолацији, већ у светлу његових ширих последица и начина на који се оне вреднују.… Тако посматрано, вредносни судови су алати за откривање како живети бољи живот, баш као што су научне хипотезе алати за откривање нових информација о свету.
Укратко, Дјуи одбацује традиционално веровање да просуђивање ствари као добрих по себи, изван постојећих односа средстава и циљева, може бити рационално. Једини рационални критеријум је инструментална вредност. Свако вредновање је условно, али кумулативно, сва су развојна — и стога друштвено легитимна решења проблема. Компетентна инструментална вредновања третирају „функцију последица као неопходне тестове валидности предлога, под условом да су те последице операционално успостављене и такве да решавају специфичне проблеме који изазивају те операције”.‍:29–31

## Џ. Фег Фостер
Џон Фег Фостер учинио је Дјуијево одбацивање суштинске вредности оперативнијим показавши да његова компетентна употреба одбацује легитимност утилитаристичких циљева — задовољења било којих циљева које појединци усвоје. То захтева препознавање развојних низова средстава и циљева.‍:40–8
Утилитаристи сматрају да се индивидуалне жеље не могу рационално оправдати; оне су суштински вредна субјективна вредновања и не могу се инструментално просуђивати. Ово веровање подржава филозофе који сматрају да чињенице („оно што јесте”) могу служити као инструментална средства за постизање циљева, али не могу ауторизовати циљеве („оно што би требало да буде”). Ова разлика између чињеница и вредности ствара оно што филозофи називају проблем јесте-треба: жеље су суштински ослобођене чињеница, добре саме по себи; док су ефикасни алати ослобођени вредновања, употребљиви за добре или лоше циљеве.‍:60 У модерној северноамеричкој култури, ово утилитаристичко веровање подржава либертаријанску тврдњу да суштинско право сваког појединца да задовољи своје жеље чини нелегитимним да било ко — а посебно владе — говори људима шта би требало да раде.
Фостер сматра да је проблем јесте-треба корисно место за напад на ирационално одвајање добрих средстава од добрих циљева. Он тврди да задовољење жеља („оно што би требало да буде”) не може служити као суштински морални компас јер су саме „жеље” последице пролазних услова.
„[С]твари које људи желе функција су њиховог друштвеног искуства, а то се одвија кроз структуралне институције које специфицирају њихове активности и ставове. Тако образац људских жеља поприма видљив облик делимично као резултат обрасца институционалне структуре кроз коју учествују у економском процесу. Као што смо видели, рећи да постоји економски проблем значи рећи да је део одређених образаца људских односа престао или није успео да обезбеди ефикасно учешће својих чланова. Тиме смо нужно у позицији да тврдимо да је инструментална ефикасност економског процеса критеријум просуђивања у смислу којег, и само у смислу којег, можемо решавати економске проблеме.”— 
Пошто су „жеље” обликоване друштвеним условима, оне се морају инструментално просуђивати; настају у проблематичним ситуацијама када уобичајени обрасци понашања не успевају да одрже инструменталне корелације.‍:27

### Примери
Фостер користи једноставне примере да подржи своју тезу да проблематичне ситуације („оно што јесте”) садрже средства за просуђивање легитимних циљева („оно што би требало да буде”). Рационална ефикасна средства постижу рационалне развојне циљеве. Размотримо проблем са којим се сва одојчад суочавају учећи да ходају. Она спонтано препознају да је ходање ефикасније од пузања — што је инструментално вредновање пожељног циља. Уче да ходају поновљеним покретима и балансирањем, процењујући ефикасност којом ова средства постижу њихов инструментални циљ. Када овладају овим новим начином деловања, доживљавају велико задовољство, али задовољство никада није њихов циљ.

### Ревидирана дефиниција „инструменталне вредности”
Да би се заштитио од загађења инструменталне вредности независним просуђивањем средстава и циљева, Фостер је ревидирао своју дефиницију тако да обухвати обоје.
Инструментална вредност је критеријум просуђивања који тражи инструментално ефикасна средства која „функционишу” у постизању развојно континуираних циљева. Ова дефиниција наглашава услов да инструментални успех никада није краткорочан; не сме водити у слепу улицу. Иста поента се истиче и кроз тренутно популарну бригу о одрживости — синоним за инструменталну вредност.
Дјуијев и Фостеров аргумент да не постоји суштинска алтернатива инструменталној вредности наставља да се игнорише, а не побија. Научници настављају да прихватају могућност и неопходност сазнања „онога што би требало да буде” независно од пролазних услова који одређују стварне последице сваке акције. Жак Елил и Анџан Чакраварти били су истакнути заговорници истине и стварности суштинске вредности као ограничења релативистичкој инструменталној вредности.

## Жак Елил
Жак Елил је дао научне доприносе многим областима, али његова америчка репутација је проистекла из његове критике аутономног ауторитета инструменталне вредности, критеријума који су Џон Дјуи и Џ. Фег Фостер сматрали сржи људске рационалности. Он је посебно критиковао вредновања која су централна за Дјуијеву и Фостерову тезу: еволуирајућу инструменталну технологију.
Његово главно дело, објављено 1954. године, носило је француски наслов La technique и бави се проблемом који је Дјуи обрадио 1929: културом у којој ауторитет еволуирајуће технологије уништава традиционална вредновања без стварања легитимних нових. Обојица се слажу да условно-ефикасна вредновања („оно што јесте”) постају ирационална када се посматрају као безусловно ефикасна сама по себи („оно што би требало да буде”). Међутим, док Дјуи тврди да се загађена инструментална вредновања могу само-кориговати, Елил закључује да је технологија постала суштински деструктивна. Једини излаз из овог зла је враћање ауторитета безусловним светим вредновањима:‍:143
Ништа више не припада домену богова или натприродног. Појединац који живи у техничком миљеу веома добро зна да нигде нема ничег духовног. Али човек не може живети без [суштинског] светог. Он стога свој осећај светог преноси на саму ствар која је уништила његов некадашњи објекат: на саму технику.
Енглеско издање La technique објављено је 1964. године под насловом Технолошко друштво (The Technological Society) и брзо је ушло у текуће расправе у Сједињеним Државама о одговорности инструменталне вредности за деструктивне друштвене последице. Преводилац Технолошког друштва сумира Елилову тезу:
Технолошко друштво је опис начина на који аутономна [инструментална] технологија преузима традиционалне вредности [суштинска вредновања] сваког друштва без изузетка, подривајући и потискујући те вредности како би на крају произвела монолитну светску културу у којој су све не-технолошке разлике и разноликости само привид.
Елил отвара Технолошко друштво тврдњом да инструментална ефикасност више није условни критеријум. Постала је аутономна и апсолутна:‍:xxxvi
Термин техника, како га ја користим, не означава машине, технологију, или ову или ону процедуру за постизање циља. У нашем технолошком друштву, техника је укупност метода до којих се дошло рационално и које имају апсолутну ефикасност (за дати стадијум развоја) у свакој области људске делатности.
Он криви инструментална вредновања за уништавање суштинских значења људског живота: „Помислите на наше дехуманизоване фабрике, наша незадовољена чула, наше запослене жене, наше отуђење од природе. Живот у таквом окружењу нема смисла.”‍:4–5 Док је Вебер дискредитовање суштинских вредновања означио као разочарење, Елил је то назвао „тероризмом”.‍:384, 19 Он датира доминацију технике у 19. век, када су вековима старе занатске технике масовно елиминисане нехуманом индустријом.
Када је, у 19. веку, друштво почело да развија искључиво рационалну технику која је признавала само разматрања ефикасности, осетило се да су нарушене не само традиције већ и најдубљи инстинкти човечанства.‍:73

Култура је нужно хуманистичка или уопште не постоји.… [О]на одговара на питања о смислу живота, могућности поновног сједињења са коначним бићем, покушају превазилажења људске коначности и свим другим питањима која људи морају да поставе и реше. Али техника се не може бавити таквим стварима.… Култура постоји само ако поставља питање смисла и вредности [вредновања].… Техника се уопште не бави смислом живота и одбацује било какав однос према [суштинским] вредностима.‍:147–8
Елилова основна оптужба је да је инструментална ефикасност постала апсолутна, тј. добро по себи;‍:83 она обавија друштва новим технолошким миљеом са шест суштински нехуманих карактеристика:‍:22
1. вештачност;
2. аутономија, „у односу на вредности [вредновања], идеје и државу;”
3. самоодређење, независно „од сваке људске интервенције;”
4. „Расте према процесу који је каузалан, али није усмерен ка [добрим] циљевима;”
5. „Формирана је акумулацијом средстава која су успоставила примат над циљевима;”
6. „Сви њени делови су међусобно толико повезани да их је немогуће одвојити или решити било који технички проблем изоловано.”

### Критика
Филозофи Тајлс и Обердик (1995) сматрају Елилову карактеризацију инструменталне вредности нетачном.‍:22–31 Они га критикују због антропоморфизовања и демонизовања инструменталне вредности. Томе се супротстављају испитивањем моралног расуђивања научника чији је рад довео до нуклеарног оружја: ти научници су показали способност инструменталних судова да им пруже морални компас за просуђивање нуклеарне технологије; били су морално одговорни без суштинских правила. Закључак Тајлса и Обердика поклапа се са закључком Дјуија и Фостера: инструментална вредност, када се компетентно примењује, само-коригујућа је и пружа људима развојни морални компас.
Јер иако смо бранили опште принципе моралне одговорности професионалаца, било би глупо и погрешно сугерисати кодификована [суштинска] правила. Било би глупо јер су конкретни случајеви сложенији и нијансиранији него што би било који кодекс могао да обухвати; било би погрешно јер би сугерисало да се наш осећај моралне одговорности може у потпуности обухватити кодексом.‍:193
У ствари, као што смо видели у многим случајевима, технологија нам једноставно омогућава да наставимо да радимо глупе ствари на паметне начине. Питања која технологија не може да реши, иако ће увек уоквирити и условити одговоре, јесу: „Шта би требало да покушавамо да урадимо? Какве животе би ми, као људска бића, требало да тежимо да живимо? И да ли се такав живот може водити без искоришћавања других?” Али док не будемо могли барем да предложимо [инструменталне] одговоре на та питања, не можемо заиста почети да радимо разумне ствари на паметне начине које би технологија могла да омогући.‍:197

## Семи-реализам (Анџан Чакраварти)
Анџан Чакраварти је индиректно дошао до преиспитивања аутономног ауторитета инструменталне вредности. Он ју је посматрао као супротност тренутно доминантној филозофској школи означеној као „научни реализам”, са којом се идентификује. Године 2007. објавио је дело у којем брани коначни ауторитет суштинских вредновања којима су реалисти посвећени. Он повезује прагматични инструментални критеријум са дискредитованим анти-реалистичким емпиристичким школама, укључујући логички позитивизам и инструментализам.
Чакраварти је своје истраживање започео грубим карактеризацијама реалистичких и анти-реалистичких вредновања теорија. Анти-реалисти верују „да су теорије само инструменти за предвиђање видљивих феномена или систематизацију извештаја о посматрању”; они тврде да теорије никада не могу известити или прописати истину или стварност „саму по себи”. Насупрот томе, научни реалисти верују да теорије могу „исправно описати и видљиве и невидљиве делове света”.‍:xi, 10 Добро потврђене теорије — „оно што би требало да буде” као крај расуђивања — више су од алата; оне су мапе суштинских својстава невидљиве и безусловне територије — „онога што јесте” као природних, али метафизичких стварних врста.‍:xiii, 33, 149
Чакраварти третира критеријуме просуђивања као неосновано мишљење, али признаје да реалисти примењују инструментални критеријум за просуђивање теорија које „функционишу”.‍:25 Он ограничава опсег таквог критеријума, тврдећи да је сваки инструментални суд индуктиван, хеуристичан, случајан. Касније искуство може потврдити појединачни суд само ако се покаже да има универзалну валидност, што значи да поседује „детекцијска својства” природних врста.‍:231 Овај закључак је његов основни разлог за веровање у суштинску вредност.
Он обавезује модерне реалисте на три метафизичка вредновања или суштинске врсте знања о истини. Компетентни реалисти потврђују да природне врсте постоје на територији независној од ума, поседујући 1) смислена и 2) мапирајућа суштинска својства.
Онтолошки, научни реализам је посвећен постојању света или стварности независне од ума. Реалистичка семантика подразумева да теоријске тврдње [вредновања] о овој стварности имају истинитосне вредности и треба их тумачити дословно.… Коначно, епистемолошка посвећеност је идеји да нам ове теоријске тврдње дају знање о свету. То јест, предиктивно успешне (зреле, не-ад хок) теорије, узете дословно као опис природе стварности независне од ума, (приближно) су истините.‍:9
Он ова суштинска вредновања означава као семи-реалистичка, што значи да су тренутно најтачнији теоријски описи природних врста независних од ума. Он сматра да су ове пажљиво квалификоване изјаве неопходне да би се замениле раније реалистичке тврдње о суштинској стварности које су дискредитоване напредовањем инструменталних вредновања.
Наука је за многе људе уништила натприродну суштинску вредност коју су прихватили Вебер и Елил. Али Чакраварти је бранио суштинска вредновања као неопходне елементе сваке науке — веровање у невидљиве континуитете. Он износи тезу семи-реализма, према којој су добро тестиране теорије добре мапе природних врста, што потврђује њихов инструментални успех; њихов предиктивни успех значи да се подударају са безусловном стварношћу независном од ума.
Каузална својства су ослонац семи-реализма. Њихови [суштински] односи чине конкретне структуре које су примарни предмет одрживог научног реализма. Они се редовно повезују да би формирали занимљиве јединице, а те групе чине појединости које истражују науке и описују научне теорије.‍:119

Научне теорије описују [суштинска] каузална својства, конкретне структуре и појединости као што су објекти, догађаји и процеси. Семи-реализам тврди да је под одређеним условима разумно да реалисти верују да нам најбољи од ових описа не говоре само о стварима које се могу доживети неоружаним чулима, већ и о неким од невидљивих ствари које леже у њиховој основи.‍:151
Чакраварти тврди да ова семи-реалистичка вредновања легитимишу научно теоретисање о прагматичним врстама. Чињеница да се теоријске врсте често замењују не значи да се стварност независна од ума мења, већ једноставно да се теоријске мапе приближавају суштинској стварности.
Примарна мотивација за мишљење да постоје ствари као што су природне врсте је идеја да сецирање природе према њеним сопственим поделама даје групе објеката које су способне да подрже успешне индуктивне генерализације и предвиђања. Тако прича каже, препознавање природних категорија олакшава ове праксе, и тиме пружа одлично објашњење за њихов успех.‍:151
Поука овде је да како год реалисти одлучили да конструишу појединости из инстанци својстава, они то чине на основу веровања у [од ума независно] постојање тих својстава. То је темељ реализма. Инстанце својстава се подвргавају различитим облицима паковања [инструменталним вредновањима], али као карактеристика научног описа, то не компромитује реализам у погледу релевантних [суштинских] пакета.‍:81
Укратко, Чакраварти тврди да су контингентна инструментална вредновања оправдана само уколико се приближавају непроменљивим суштинским вредновањима. Научници настављају да усавршавају своја објашњења суштинске вредности, док негирају развојни континуитет примене инструменталне вредности.
Апстракција је процес у којем су само неки од потенцијално многих релевантних фактора присутних у [невидљивој] стварности представљени у моделу или опису неког аспекта света, као што су природа или понашање одређеног објекта или процеса. ... Прагматична ограничења попут ових играју улогу у обликовању начина на који се научна истраживања спроводе, и заједно са тим који и колико потенцијално релевантних фактора [суштинских врста] се укључује у моделе и описе током процеса апстракције. Улога прагматичних ограничења, међутим, не подрива идеју да се за претпостављене репрезентације фактора који чине апстрактне моделе може сматрати да имају своје пандане у [од ума независном] свету.‍:191
Реалистичка суштинска вредност, како ју је предложио Чакраварти, широко је прихваћена у модерним научним круговима, док натприродна суштинска вредност коју су подржавали Макс Вебер и Жак Елил одржава своју популарност широм света. Сумњичаваца у стварност инструменталне и суштинске вредности је мало.